# 飛鳥井雅光
飛鳥井雅光（あすかい まさみつ、天明2年（1782年）2月16日 - 嘉永4年（1851年）9月18日）は、江戸時代後期の公卿。

## 官歴
- 寛政元年（1789年）：従五位下
- 寛政4年（1792年）：従五位上
- 寛政6年（1794年）：侍従
- 寛政8年（1796年）：正五位下
- 寛政9年（1797年）：右近衛権少将
- 寛政12年（1800年）：従四位下
- 寛政13年（1801年）：従四位上
- 享和3年（1803年）：正四位下、右近衛権中将
- 文化2年（1805年）：左兵衛督
- 文化3年（1806年）：従三位
- 文化6年（1809年）：正三位
- 文化10年（1813年）：左衛門督
- 文化11年（1814年）：従二位、参議
- 文政7年（1824年）：権中納言
- 文政8年（1825年）：正二位
- 文政10年（1827年）：踏歌外弁
- 天保2年（1831年）：権大納言
- 嘉永2年（1849年）：従一位

## 系譜
- 父：飛鳥井雅威
- 母：本多康伴の養女
- 子：飛鳥井雅久
- 子：四辻季藤